# Старый Заган
Ста́рый Зага́н (бур. Хуушан Заган) — село в Мухоршибирском районе Бурятии. Входит в сельское поселение «Новозаганское».

## География
Расположено в 4 км к западу от центральной части села Мухоршибирь на правом берегу речки Заганки у её впадения в Мухоршибирку. Село вытянуто с севера на юг, главная улица является частью региональной автодороги Р441 Мухоршибирь — Бичура — Кяхта и пересекается в центре села с автодорогой местного значения, связывающей районный центр с западными населёнными пунктами района — Подлопатки, Цолга, Шаралдай и др. На западе, за речкой Заганкой, расположен центр сельского поселения — село Новый Заган.

## История
Заганская деревня основана селенгинскими казаками в 1698 году. В 1767 году за речкой Заганкой к северо-западу от Заганской переселёнными старообрядцами-семейскими было основано селение Новый Заган.

## Население
| 2002 | 2010 |
| ---- | ---- |
| 360  | ↘312 |